# Virus del mosaic del pollancre
El virus del mosaic del pollancre, també conegut amb l'abreviació anglesa PopMV o PMV és un virus d'ARN monocatenari positiu del gènere Carlavirus, classificat dins la família Betaflexiviridae. Té com a hoste diferents espècies d'arbres del gènere Populus: Populus nigra, Populus balsamifera i Populus deltoides entre d'altres, en els quals causa la malaltia del mosaic del Pollancre. També pot infectar espècies d'altres famílies (fabàcies, solanàcies, cucurbitàcies…).
El virus del mosaic del pollancre és un virus d'estructura filamentosa i cilíndrica. Presenta una càpsula de 610-700 nm. de llargada i 12 nm. de diàmetre, una estructura semblant a la de la resta de virus del gènere Carlavirus. Consta d'un ARN genòmic de 8.742 nucleòtids amb 6 marcs oberts de lectura (ORFs). Aquest virus és el causant de la malaltia del mosaic del pollancre. Els símptomes d'aquesta patologia són l'aparició, a partir de juny, de petites taques groguenques en la intersecció de nervis de la fulla que augmenten de mida amb el temps, dibuixant un patró en forma d'estrella. També pot causar en alguns individus necrosi en els pecíols, sobre els nervis foliars o en els branquillons. També en aquells cultivars de pollancre més sensibles causa una disminució important en el seu creixement i una necrosi més o menys generalitzada de l'escorça.